# جيمس دبليو. سينغلتون
جيمس دبليو. سينغلتون (بالإنجليزية: James W. Singleton)‏ هو محامي وسياسي أمريكي، ولد في 23 نوفمبر 1811، وتوفي في 4 أبريل 1892 في بالتيمور في الولايات المتحدة. حزبياً، نشط في الحزب الديمقراطي. وقد انتخب عضو مجلس نواب إلينوي وانتخب عضو مجلس النواب الأمريكي.